# Gewone tandkaak
De gewone tandkaak (Enoplognatha ovata) is een spin uit de familie van de kogelspinnen (Theridiidae). De wetenschappelijke naam van de soort werd, als Araneus ovatus, in 1758 gepubliceerd door Carl Alexander Clerck.
Het vrouwtje wordt 4 tot 6 mm groot, het mannetje 3 tot 5 mm. De kleur van het achterlijf is zeer variabel. De meest voorkomende kleuren zijn geel en wit. Meestal zijn er twee rode strepen aanwezig. Kan alleen van de vergeten tandkaak worden onderscheiden door genitaal onderzoek. Men vindt deze spin op lage vegetatie en struiken in een groot deel van het Palearctisch gebied; de soort werd geïntroduceerd in Noord-Amerika.